# Igreja Nossa Senhora do Livramento (Cuiabá)
Igreja Nossa Senhora do Livramento é um bem tombado localizado no município de Cuiabá, no Mato Grosso. A Igreja é uma das mais antigas de Mato Grosso. A construção tem estilo colonial, feita de tijolinhos, taipa e pedra canga.
O nome “Nossa Senhora do Livramento” é correlacionado a histórias contadas sobre a imagem da santa, que quando veio de Portugal, ainda no século XVII, passava pela região sendo transportada no lombo de burro, que, ao parar para descansar, empacou e não quis mais se levantar. A população decidiu então construir ali um ranchinho, onde abrigaram a imagem, surgindo daí a primeira capela.
O surgimento da Paróquia occoreu em 26 de agosto de 1835, alterando, o nome anterior, que era de São José dos Cocais.
Em 2006, o governo estadual, através da Secretaria de Estado de Cultura revitalizou o prédio da Igreja.